# Barbara Kryżan-Stanojević
Barbara Kryżan-Stanojević (ur. 20 lutego 1947 w Tczewie, zm. 14 września 2019 w Zagrzebiu) – polska językoznawczyni. Do jej zainteresowań naukowo-badawczych należały: socjolingwistyka, glottodydaktyka, teoria przekładu.

## Życiorys
Maturę zdała w 1965; później podjęła i ukończyła studia w dziedzinie metodyki języka rosyjskiego na uczelni pedagogicznej w Warszawie. W 1968 zapisała się na studia języka serbsko-chorwackiego i polskiego na Uniwersytecie Warszawskim. Magisterium z filologii serbsko-chorwackiej i polskiej otrzymała w 1973 na podstawie pracy pt. Strukturalna i semantyczna analiza czasowników ruchu w języku polskim i serbsko-chorwackim; w 1974 rozpoczęła pracę w Polskiej Akademii Nauk, gdzie w 1983 uzyskała stopień doktora na podstawie rozprawy Zagadnienia predykacji imiennej w języku polskim, słoweńskim i serbsko-chorwackim. W 1993 zaczęła swoją karierę na Uniwersytecie Zagrzebskim jako lektorka języka polskiego; w 2011 objęła stanowisko profesora nadzwyczajnego. Opublikowała liczne prace naukowe i recenzje; zajmowała się również tłumaczeniem publikacji naukowych oraz literatury pięknej.
Występowała na licznych konferencjach naukowych w kraju i za granicą. Współpracowała przy kilku projektach naukowych w Chorwacji, a także brała udział w projekcie Instytutu Języka Polskiego Uniwersytetu Warszawskiego (Słownik pojęć polityczno-społecznych krajów Europy Środkowej i Wschodniej). W latach 2007–2011 prowadziła projekt MZOŠ Suprotstavljanje globalizacije jezika i kultura, w ramach którego zorganizowała cztery konferencje naukowe z udziałem zagranicznych naukowców.
W 2001 została odznaczona medalem „Zasłużony dla Kultury Polskiej”.

## Wybrane publikacje
Artykuły i rozdziały w książkach:
- B. Kryżan-Stanojević: Innowacje leksykalne w słownikach dwujęzycznych z chorwackiej perspektywy, „Acta Universitatis Nicolai Copernici. Studia Slavica”. T. V (343), Toruń 2000, s. 39–50. ISSN 1428-4960.
- B. Kryżan-Stanojević, M.M. Stanojević: Plagijat u jednojezičnoj leksikografiji (opći rječnici), „Rasprave Instituta za hrvatski jezik i jezikoslovlje”, nr 27, Zagreb 2001, s. 145–159. ISSN 1331-6745.
- B. Kryżan-Stanojević: Propozycja ćwiczeń z komentarzem gramatycznym dla chorwackich studentów polonistyki, [w:] Inne optyki, nowe programy, nowe metody, nowe technologie w nauczaniu kultury polskiej i języka polskiego jako obcego, red. R. Cudak, J. Tambor, Katowice: Wydawnictwo Uniwersytetu Śląskiego, 2001, s. 385–392. ISBN 83-226-1119-6.
- B. Kryżan-Stanojević: Słowo jako towar, [w:] Słowo z perspektywy językoznawcy i tłumacza, red. A. Pstyga, Alicja Pstyga, K. Szcześniak, Gdańsk: Wydawnictwo Uniwersytetu Gdańskiego, 2003, s. 71–78. ISBN 83-7326-040-4.
- B. Kryżan-Stanojević, M.M. Stanojević: Przetłumaczalność polskiej dokonaności na język chorwacki (na przykładzie tłumaczenia książki Hanny Krall „Zdążyć przed Panem Bogiem”), [w:] Słowo z perspektywy językoznawcy i tłumaczy II, red. A. Pstyga, Gdańsk: Wydawnictwo Uniwersytetu Gdańskiego 2005, s. 287–295. ISBN 83-7326-261-X.
- B. Kryżan-Stanojević: Synonimy w procesie nauczania języka polskiego cudzoziemców, [w:] Literatura, kultura i język polski w kontekstach i kontaktach światowych, red. M. Czermińska, K. Meller, P. Fliciński, Poznań: Wydawnictwo Naukowe UAM,  2007, s. 135–146. ISBN 83-232-1725-4.

Książki redagowane:
- B. Kryżan-Stanojević: Lice i naličje jezične globalizacije, Zagreb: Srednja Europa,  2009. ISBN 978-953-6979-63-9.
- B. Kryżan-Stanojević: Inovacije u slavenskim jezicima, Zagreb: Srednja Europa, 2011. ISBN 978-953-6979-80-6.
- B. Kryżan-Stanojević: Javni jezik kao poligon jezičnih eksperimenata, Zagreb: Srednja Europa, 2013. ISBN 978-953-6979-92-9.

Podręczniki:
- B. Kryżan-Stanojević, I. Sawicka: Ćwiczenia z gramatyki języka chorwackiego/Vježbe iz gramatike hrvatskoga jezika, red. I. Sawicka, Toruń: UMK, wyd. 1. 2000, wyd. 2. 2003. ISBN 83-231-1209-6.
- B. Kryżan-Stanojević: Hrvatski suvenir: Poljsko-hrvatski i hrvatsko poljski rječnik s gramatikom (rozmówki polsko-chorwackie ze słowniczkiem polsko-chorwackim i chorwacko-polskim, gramatyką), Ljevak 2003, ISBN 953-178-574-0.
- B. Kryżan-Stanojević, I. Sawicka: Ćwiczenia z fleksji języka polskiego dla cudzoziemców, Toruń: UMK, 2007. ISBN 978-83-231-2074-2.
- B. Kryżan-Stanojević, I. Maslač, J. Sychowska-Kavedžija, D. Kaniecka: Učimo poljski: Poljski pravopis za početnike, Zagreb: FF Press 2008. ISBN 978-953-175-300-5.

Tłumaczenia:
- B. Kryżan-Stanojević: Stanisław Jerzy Lec, Nepočešljane misli, Koprivnica: Šareni dućan, 2002. (pl. Myśli nieuczesane)
- B. Kryżan-Stanojević: Piotr Piotrowski, Avangarda u sjeni Jalte, Institut za povijest umejtnosti, 2011. ISBN 978-953-6106-94-3.
- B. Kryżan-Stanojević: Hanna Krall, Stići prije Boga, Srednja Europa, 2011. ISBN 978-953- 6979-81-3
- B. Kryżan-Stanojević: Zbigniew Herbert, Slučaj Samos [w:] Moć ukusa, Zagreb: Disput, 2009.